# Heterusia ludisignata
Heterusia ludisignata là một loài bướm đêm trong họ Geometridae.